# Fertőhomok
Fertőhomok is een plaats (község) en gemeente in het Hongaarse comitaat Győr-Moson-Sopron. Fertőhomok telt 696 inwoners (2015).

## Galerij

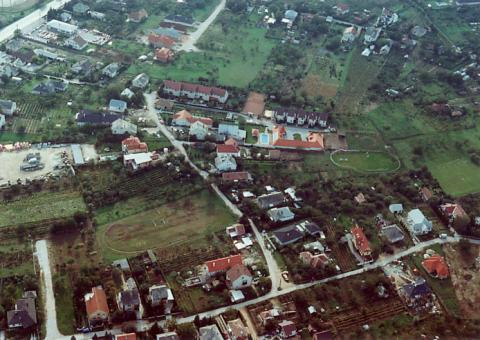
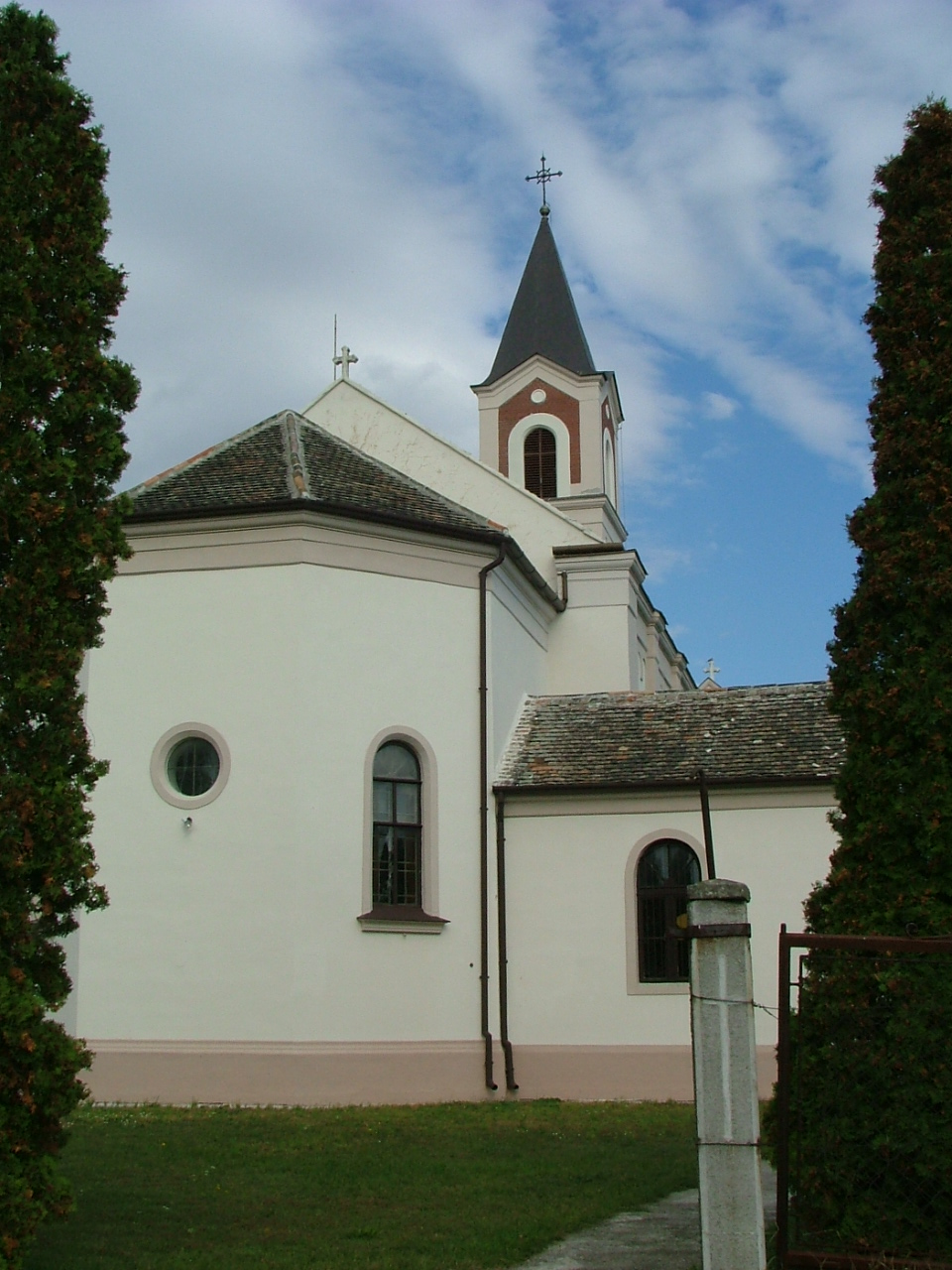
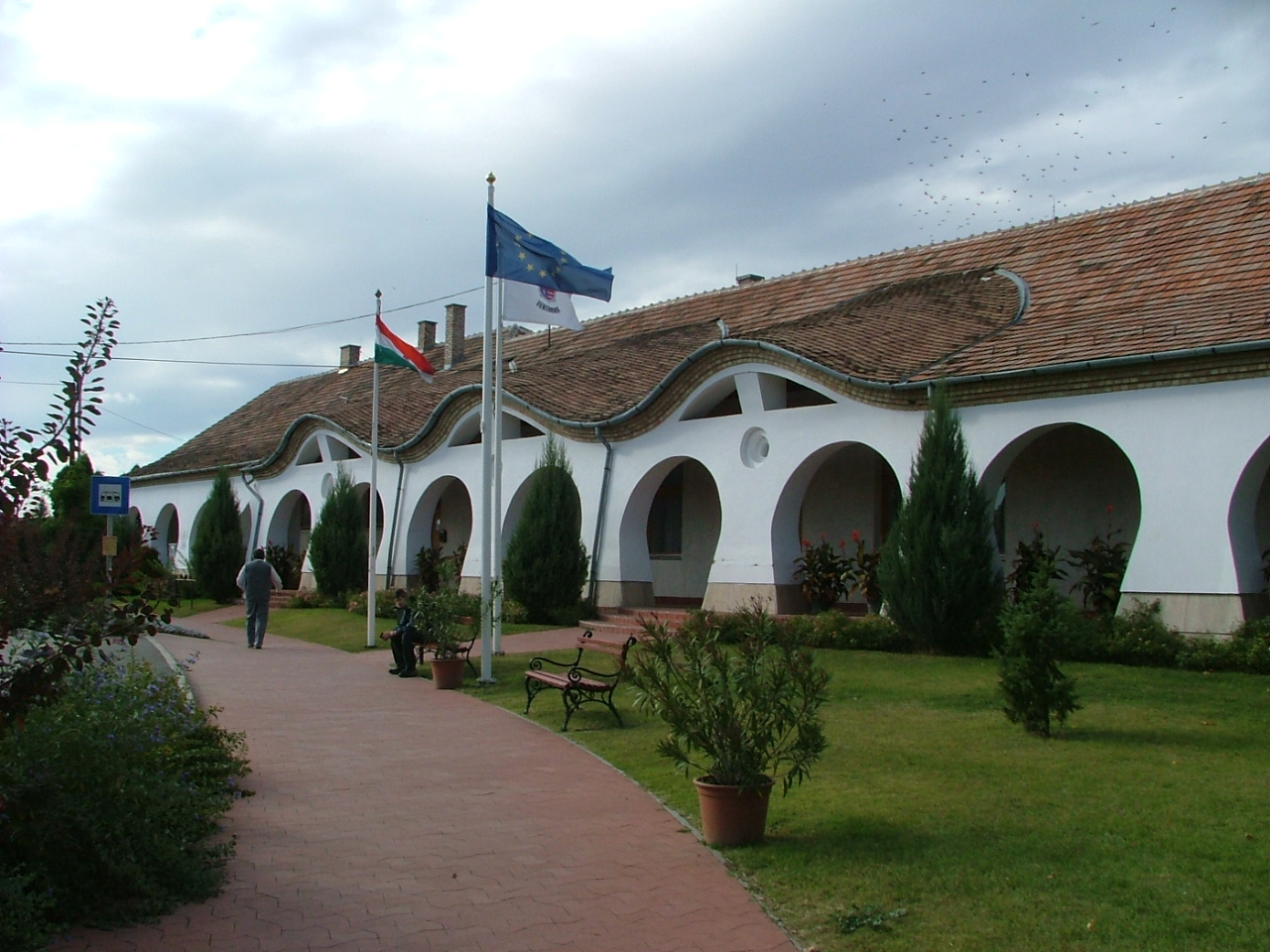